# Pomacanthus chrysurus
Pomacanthus chrysurus е вид бодлоперка от семейство Pomacanthidae. Видът не е застрашен от изчезване.

## Разпространение и местообитание
Разпространен е в Джибути, Йемен, Кения, Коморски острови, Мадагаскар, Майот, Мозамбик, Сейшели, Сомалия, Танзания, Френски южни и антарктически територии (Нормандски острови) и Южна Африка.
Обитава океани, морета, заливи и рифове. Среща се на дълбочина от 1 до 25 m, при температура на водата около 27,1 °C и соленост 35,1 ‰.

## Описание
На дължина достигат до 33 cm.
Популацията на вида е стабилна.